# Голокост у Рафалівці
Голокост у Рафалівці — це винищення євреїв на території селища міського типу Рафалівка, окупованого нацистською Німеччиною у роки Другої світової війни.

## Історія

### Нацистська окупація Рафалівки та становище євреїв
У період між двома світовими війнами в Рафалівці проживало близько 600 євреїв, що становило третину від загального населення містечка. В основному, євреї займалися торгівлею і ремеслами. При громаді діяла школа системи «Тарбут» з викладанням на івриті, культурний центр і були представлені сіоністські партії.
В період радянського правління, який розпочався у вересні 1939 року, в Рафалівці оселилося чимало біженців із Західної та Східної Польщі.

### Створення та розгром рафалівського гетто
4 липня 1941 року Рафалівку окупували німецькі війська. Рафалівське гетто було створене 1 травня 1942 року. Сюди також зігнали євреїв з Олізарки, Жолудська та сусідніх сіл; всього в гетто налічувалося близько 2,500 чоловік. 29 серпня 1942 року На Баховій Горі  розстріляно близько 2500 євреїв Рафалівського ґетто. Загалом за період німецької окупації вбито близько 3 тис. чоловік. 

## Меморіалізація
На Баховій Горі — місці розстрілу євреїв нині споруджено меморіал пам'яті про трагедію. Бахова гора — це землі, які належали колись селянину Бахову. Велика сім'я Бахова теж була розстріляна. На узбіччі шосе стоїть обеліск, на якому викарбувані слова: «Товаришу, зупинись! Схили свою голову. Тут у 1942 році німецько-фашистськими загарбниками замордовано 2500 громадян. Історія не забуде і не простить цих варварських злодіянь».